# گایوس ورس
گایوس ورس (به انگلیسی: Gaius Verres) (حدود ۱۲۰–۴۳ قبل از میلاد) یک کلانتر (روم) بود که به دلیل حکومت نادرست خود در سیسیل بدنام بود. اخاذی او از کشاورزان محلی و غارت معابد منجر به محاکمه او توسط سیسرون شد، که اتهامات وی چنان ویرانگر بود که وکیل مدافع او فقط می‌توانست توصیه کند که ورس باید کشور را ترک کند. سخنرانی‌های دادستانی سیسرو بعداً با عنوان Verrine Orations منتشر شد.